# Верблюжьи бои
Верблюжьи бои (тур. deve güreşi) — традиционное турецкое развлечение, представляющее собой поединок двух верблюдов мужского пола, чаще всего разворачивающийся за находящуюся неподалёку самку в период готовности последней к спариванию. Такого рода состязания обычно имеют место в Эгейском регионе Турции, но встречаются также в других регионах этой страны и в других государствах Ближнего Востока и Южной Азии.

## История
Практика устраивать верблюжьи бои появилась в среде древних тюркских кочевых племён более 2400 лет назад. Для верблюдов в дикой природе характерны поединки за право спаривания с самкой, поэтому как таковая подобная практика существовала задолго до начала целенаправленной организации состязаний кочевниками. В 1850-х годах американские военные в Техасе после формирования Американского верблюжьего корпуса, вдохновившись турецкими верблюжьими боями, пытались ввести практику таких же поединков, однако начало в 1861 году Гражданской войны в США поставило крест на этой идее.
В 1920-е годы в Турции верблюжьи бои проходили под эгидой Турецкой национальной авиационной лиги, использовавшей их с целью сбора средств для закупки боевых самолётов правительством Турции. Однако уже в конце 1920-х годов правительство стало сворачивать эту практику, объявив развлечение устаревшим и отсталым. Вместе с тем в 1980-е годы тогдашнее турецкое правительство приняло решение поощрять и популяризировать проведение верблюжьих боёв как части турецкой национальной культуры. Верблюжьи бои также пользуются популярностью на сельскохозяйственных выставках в Лахоре, однако во время визита в 1961 году в этот город британской королевы Елизаветы II проведение данного мероприятия было запрещено, поскольку было расценено властями слишком жестоким для его показа королеве.

## Проведение
Присутствие рядом с местом поединка готовой к спариванию самки является основным мотивационным фактором для сражающихся верблюдов, поэтому исторически сложилось так, что бои устраиваются в период брачного сезона у этих животных. Вместе с тем из-за слишком высокого уровня агрессивности верблюдов при виде самки в последние годы их всё реже приводят к местам боёв. Чтобы заставить верблюдов биться друг с другом в отсутствие самки, их на некоторое время лишают пищи, что позволяет заставить их сражаться за еду достаточно активно. Во время схватки верблюды используют свои шеи в качестве рычагов и стремятся вынудить противника упасть. Победителем объявляется верблюд, чей соперник упал на землю или предпринял попытку к бегству, чтобы уклониться от дальнейшей борьбы. Большую часть боевых верблюдов разводят в Иране и Афганистане.
Верблюдов начинают использовать для участия в поединках начиная с десятилетнего возраста, и некоторые из них выступают на протяжении более чем 10 лет. Владельцы верблюдов часто называют своих животных в честь мировых лидеров или известных политиков. Часто верблюды имеют богато украшенную попону, резное седло и колокольчик. Верблюжьи бои, помимо непосредственно поединков, могут включать в себя и своего рода конкурс красоты между ними. Такие мероприятия достаточно широко распространены в Саудовской Аравии и часто проводятся до поединков, сопровождаясь в этом случае игрой на флейтах и барабанах. Зрителям в некоторых случаях может предлагаться мясо проигравших верблюдов. По состоянию на 2011 год в Турции насчитывается порядка 2000 боевых верблюдов (так называемых тулу), выведенных специально для подобного рода состязаний. Верблюд, имеющий неоднократные победы, может быть продан более чем за 20 тысяч долларов.
Иногда верблюжьи бои могут представлять опасность для зрителей, когда побеждённый верблюд пытается сбежать с поля боя, пробиваясь через толпу. В некоторых ситуациях случаются драки между владельцами сражающихся верблюдов.
Ежегодно с ноября по март в Эгейском регионе Турции проводится свыше 30 фестивалей, посвящённых верблюжьим боям. В этих соревнованиях принимает участие более 100 верблюдов, в ходе которых каждое из этих животных участвует в среднем как минимум в 10 матчах. Верблюжьи бои всегда проводятся по воскресеньям на футбольных стадионах; каждый поединок длится в среднем не более 10 минут. В конце сезона часто проводится своеобразный турнир чемпионов, в котором участвуют достигшие лучших результатов верблюды. Эти состязания часто посещаются зарубежными туристами, что делает их ключевой частью туристической индустрии в Западной Анатолии. Многих туристов верблюжьи бои привлекают как часть традиционной турецкой культуры. Вместе с тем такого рода состязания популярны не только у туристов, но и у многих жителей сельской местности в западной Турции.
Верблюжьи бои подвергаются критике со стороны некоторых зоозащитных организаций, рассматривающих их как жестокое обращение с животными.

## Верблюжьи бои в Анатолии
В XX веке развитие транспортных и военных технологий привело к снижению практической значимости верблюдов в Анатолии, что вызвало резкое сокращение их популяции: численность животных уменьшилась со 120 000 в 1935 году до приблизительно 1 000 к 2008 году. Однако в XXI веке наблюдается возрождение интереса к верблюдам, связанное с популярностью верблюжьих боев, проводимых в Западной Анатолии. Около половины из примерно 1 000 верблюдов, насчитывающихся сегодня в Анатолии, являются бойцовыми; основными центрами их содержания и проведения боев выступают города Айдын, Измир и Мугла, где сосредоточено 75 % бойцовых верблюдов и 59 % соответствующих организаций.
Разведение верблюдов исторически являлось традиционным занятием юрюков и туркменов на пастбищах регионов Средиземного и Эгейского морей, в частности в бейликах Айдыноглу, Ментешеоглу, Саруханоглу и Каресиоглу. Эти животные активно использовались кочевниками в зимние месяцы для перекочевок в места с более мягким климатом и для транспортировки инжира и оливок с гор. Переход юрюков к оседлому образу жизни к 1970–1980-м годам привел к снижению потребности в верблюдах. В зимний период свободного времени кочевники устраивали верблюжьи бои, которые первоначально носили развлекательный характер и проводились с участием обычных рабочих животных. 
Первые упоминания о верблюжьих боях в Анатолии датируются XIX веком, однако их изображения присутствуют на иранских и могольских миниатюрах с XV века, а китайские источники указывают на проведение конных и верблюжьих боев древними тюрками. Подобные состязания также проводились в Афганистане и Пакистане. В настоящее время верблюжьи бои сохраняются преимущественно в Анатолии, при этом бойцовых верблюдов в основном импортируют из Ирана, Узбекистана и Туркменистана, и лишь незначительную часть поставляют полукочевые юрюки с Таврских гор.
Верблюжьи бои представляют значимый материал для изучения полукочевых обществ Анатолии, поскольку данное мероприятие характеризуется взаимопомощью, благотворительностью и социальной солидарностью, объединяющими участников через символические элементы, такие как ковер, и ритуальные практики, включая съедание мяса, способствуя тем самым возрождению и распространению древних традиций юрюков.